# Amphilophus zaliosus
Amphilophus zaliosus és una espècie de peix de la família dels cíclids i de l'ordre dels perciformes.

## Morfologia
Els mascles poden assolir els 20 cm de longitud total.

## Distribució geogràfica
Es troba a l'Amèrica Central: és una espècie de peix endèmica del llac Apoyo (Nicaragua).